# San Lorenzo Cuaunecuiltitla
San Lorenzo Cuaunecuiltitla è un comune del Messico, situato nello stato di Oaxaca.